# Ulf Taavola
Ulf Tore Ingemar Taavola, född den 14 februari 1964 i Kiruna, är en svensk ishockeytränare. Han har varit tränare för Sveriges herrlandslag i ishockey. År 2011 blev han tillfrågad om att arbeta tillsammans med Leif Strömberg och Stefan Nyman som biträdande tränare. Från den 10 december 2011 var Taavola tränare för Malmö Redhawks efter att Leif Strömberg slutat, men efter dåliga resultat säsongen 2012/2013 fick även han sluta.

## Klubbar
- Malmö Redhawks 2011–2013
- Bodens HF 2006/2007–
- Södertälje SK 2005/2006–
- Skellefteå AIK Hockey 2003/2004–2004/2005
- Luleå HF 1998/1999–2002/2003
- Bodens IK 1997/1998
- Bodens IK 1993/1994–1994/1995